# 大客 (臺南市)
大客，是臺灣臺南市東山區的一個傳統地域名稱，位於該區西北半葉的西部。相較於今日行政區，其範圍大致包括大客里不含南端及西北部邊界地帶、東原里西北部凸出部分的中段、科里里西北大半部不含西北部南側凸出部分、東中里東南部邊界地帶、東正里南端。
本地區境內主要聚落有凹仔腳、山仔坑（山腳）、過溝、大庄、科裡、下庄仔、枋仔林等，國道3號的東山服務區設於境內南部。

## 歷史
台灣日治初期，大客地區為一街庄，稱為「大客庄」（舊制街庄），隸屬於哆囉嘓東下堡。該庄昔日西北與吉貝耍庄、番社街為鄰，東北邊北段隔六重溪與崁仔頭庄為界，南段以陸界與六重溪庄為鄰，東南邊為前大埔庄、番仔嶺庄，西南邊隔龜仔重溪與山仔腳庄為界。
1901年（日治明治三十四年）11月11日，全台廢縣廳改設二十廳，該庄隸屬於鹽水港廳。1904年（明治三十七年）4月1日，該庄編入「番社區」，隸屬於鹽水港廳。1906年（明治三十九年）4月1日，鹽水港廳內管轄區域調整，該庄仍隸屬於「番社區」。1909年（明治四十二年）10月25日，全台合併二十廳為十二廳，番社區改隸屬於嘉義廳。1920年（大正九年）10月1日，全台地方制度大改正，廢十二廳改設五州二廳，該庄改制為「大客」大字，隸屬於臺南州新營郡番社庄（新制街庄）。
戰後番社庄改制為番社鄉，隸屬於臺南縣，大字亦改制為村。1946年（民國35年）4月1日，番社鄉改名為「東山鄉」。1950年（民國39年）10月25日，雲、嘉、南分治，東山鄉仍隸屬於臺南縣。2010年（民國99年）12月25日，臺南縣、市合併為直轄臺南市，東山鄉改制為東山區，村亦改制為里。

## 聚落
本地區發展較早的聚落有凹仔腳、山仔坑（山腳）、過溝、三角埤（已消失）、大庄、科裡、下庄仔、枋仔林等，在日治期初期的官方地圖上已有記載。

## 交通
國道3號又稱「福爾摩沙高速公路」，是貫穿臺灣西部的兩條縱向高速公路之一，貫穿本地區，並在境內南部設有東山服務區。最近的交流道在北側為市道172號交會處的白河交流道，在南側為區道南316線交會處的柳營交流道。由此等可快速前往國道3號沿線各地。
區道南99線是東山至嶺頂的道路，經過本地區大庄、下庄仔、科裡三個聚落。
區道南99-1線是大庄至崎腳的道路，其西北側端點（起點）位於本地區中部偏北大庄聚落的區道南99線路口，向東北轉東南經過凹仔腳聚落南郊。
區道南100線是許秀才至凹仔腳的道路，其東側端點（終點）位於本地區東北部凹仔腳聚落東南郊的區道南99-1線路口，向西北經過凹仔腳聚落。
區道南102線是田尾至科里（實際終點在下庄仔聚落）的道路，其東側端點（起點）位於本地區中部偏南下庄仔聚落的區道南99線路口，向南轉西經過枋仔林聚落；其中部分路段與區道南103線共線。
區道南103線是舊社至坑口的道路，經過本地區西南部的枋仔林聚落，其中部分路段與區道南102線共線。